# لزیزبک ملاجانوف
لزیزبک ملاجانوف (انگلیسی: Lazizbek Mullojonov؛ زادهٔ ۱۳ مهٔ ۱۹۹۹) بوکسور اهل ازبکستان است.